# Сельское поселение Новое Ганькино
Сельское поселение Новое Ганькино — муниципальное образование в Исаклинском районе Самарской области.
Административный центр — село Новое Ганькино.

## Административное устройство
В состав сельского поселения Новое Ганькино входят:
- село Новое Ганькино,
- посёлок Боровка,
- посёлок Каменка,
- деревня Ганькин Матак.